# Намюрське графство
Намюрське графство (фр. Comté de Namur; нід. Graafschap Namen) — графство Нижніх країнах в в Каролінгській імперії, згодом входило до складу Священної Римської імперії. Його території в основному відповідають сучасному франкомовному бельгійському округу Намюр разом із північно-західною частиною округу Дінан в провінції Намюр.

## Історія
Перша згадка про Намюрський паг (лат. in pago Namurcensis) з'являється у 832 році в документі імператора Людовика Благочестивого. У 992 році імператор Оттон III вперше згадав Альберта I як графа Намюрського.
Першим достеменно відомим графом був Альберт III (1063—1102), який займав посаду адвоката княжого абатства Ставело-Мальмеді. До початку XII століття Намюру загрожували його могутні сусіди Брабант, Ено та Льєж. Важливі частини округу були анексовані. Місто Дінан, наприклад, увійшло у володіння Льзького єпископства. Починаючи з XII століття, графам Намюрським вдалося більш-менш компенсувати понесені ними втрати. Граф Годфруа, наприклад, отримав графство Лонгві завдяки шлюбу з Ермезіндою Люксембурзькою. Останньою важливою фігурою з першого дому, який правив Намюром, був Генріх I (1139—1196). Генріх I також успадкував графства Дюрбюї, Ла-Рош-ан-Арден і Люксембург. Після смерті Генріха між Балдуїном V, графом Ено, та дочкою Генріха Ермезіндою спалахнула запекла війна за спадщину. Балдуїн V зрештою отримав графство Намюр, тоді як Ермезінда отримала Люксембург, Ларош і Дюрбюї. Ситуація залишалася більш-менш стабільною до 1263 року. У цьому році граф Намюрський Боалдуїн II Куртене продав своє графство графу Фландрії Гі Дамп'єру. Дім Дамп'єрів правив до 1421 року, коли Намюрське графство було продано бургундському герцогу Філіпу Доброму.
Філіп Добрий об'єднав його з сусідніми землями у великий територіально-політичний союз під назвою Бургундські Нідерланди. З XV століття Південні Нідерланди (а разом з ним і Намюрське графство) перебували під владою Габсбургів. Під їхнім правлінням військове значення міста Намюр постійно зростало. Бургунди та Габсбурги зміцнили місто та побудували навколо нього нові стіни. У XVI-XVII століттях місто стало важливою військовою фортецею, і через це неодноразово зазнавало облоги.

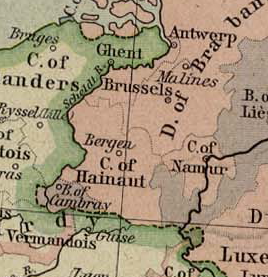
Ено і Намюр у 1477 році

Під час іспанського панування (XVI і XVII століття) Намюр став центром єпископства. Іспанський король Філіп II хотів перетворити Намюр на римо-католицький бастіон як оплот проти зростання кальвінізму. Кілька релігійних орденів заснували в Намюрі. Внаслідок цього місто набуло специфічного католицького характеру. Філіп II також зумів зробити значні підкріплення для цитаделі Намюра. У 1577 році Філіп II відправив Хуана Австрійського до Нідерландів як нового губернатора. У Намюрі Хуан прийняв Маргариту Валуа (сестру французького короля) і влаштував на її честь пишне свято.
У 1692 році війська короля Франції Людовика XIV захопили місто після тривалої та запеклої облоги. Луї та його легендарний військовий інженер Себастьян Ле Престр де Вобан особисто керували облогою. Через три роки, у 1695 році, Вільгельм III Оранський повернув собі Намюр. Але голландська окупація тривала недовго. За Утрехтським договором 1713 року Південні Нідерланди потрапили під владу австрійського дому Габсбургів. Незважаючи на те, що містом керували австрійці, стратегічно важлива цитадель залишилася в руках голландців. Австрійське панування повернуло в Нідерланди мир і спокій.
У 1790 році графство Намюр було одним із засновників Сполучених штатів Бельгії. У 1794 році революційна Франція окупувала Намюр, негайно запровадивши репресивний режим. Намюр став частиною французького департаменту Самбр-і-Мез. Французька окупація була припинена після поразки Наполеона в битві при Ватерлоо в 1815 році. На наступному Віденському конгресі Південні та Північні Нідерланди були об'єднані в Об'єднане Королівство Нідерландів. У цей період цитадель була знову перебудована і більш-менш набула свого сучасного вигляду. Королівство Нідерландів довго не проіснувало. У 1830 році спалахнула Бельгійська революція, в результаті якої Бельгія стала незалежною від Нідерландів. Стратегічно важливий бастіон Намюр відіграв вирішальну роль у битвах, пов'язаних з Бельгійською революцією.

## Господарська діяльність
Економічна діяльність графства Намюр була різноманітною. Поруч із вирощуванням винограду в долинах річок у сільському господарстві також вирощували льон, який ліг в основу вовняної промисловості. Глина була сировиною для виробництва кераміки та для виготовлення форм для так званої динандері, предметів мистецтва з жовтої міді, таких як пюпітри, свічники, посуд та інші. Металургія також була важливою: у XVI столітті гирло Маасу був центральним регіоном металургії в Південних Нідерландах. Уздовж берегів Маасу також добували та експортували вапняк.

## Список графів Намюрських

### Намюрський дім
Беренгар, 907 граф у Ломмегау, † після 924
Роберт I, † близько 981 року, побудував Намюрський замок
Альберт I, 992 граф Намюрський, † незадовго до 1011 року
Роберт II, † до 1031, син попереднього
Альберт II, † 1063/64, граф Намюрський, брат попереднього
Альберт III, † 1102, 1063/64 граф Намюрський, син попереднього;
Ґотфрід, † 1139, 1102 граф Намюрський, син попереднього
1139–1188: Генріх I Сліпий, † 1196, 1136 граф Люксембургу, 1139 граф Намюрський, син попереднього

### Фландрський дім
1188–1195: Балдуїн I, граф Еноський (як Балдуїн V), племінник Генріха I по материнській лінії.
1196–1212: Філіп I, його син
1212–1216: Іоланда, його сестра, ⚭ П'єр II де Куртене, імператор Константинополя 1216–1217/19

### Дім Кортні
1216–1226: Філіп II, їхній син
1226–1229: Генріх II, його брат
1229–1237: Маргарета, його сестра, ⚭ граф Генріх I Віанденський
1237–1259: Балдуїн II, її брат, імператор Константинополя
продав свої права графу Фландрському в 1263 році

### Дім Лімбург-Арлон
1259–1265: Генріх III, граф Люксембургу (як Генріх V), онук Генріха I Сліпого по материнській лінії

### Дім Дамп'єрр

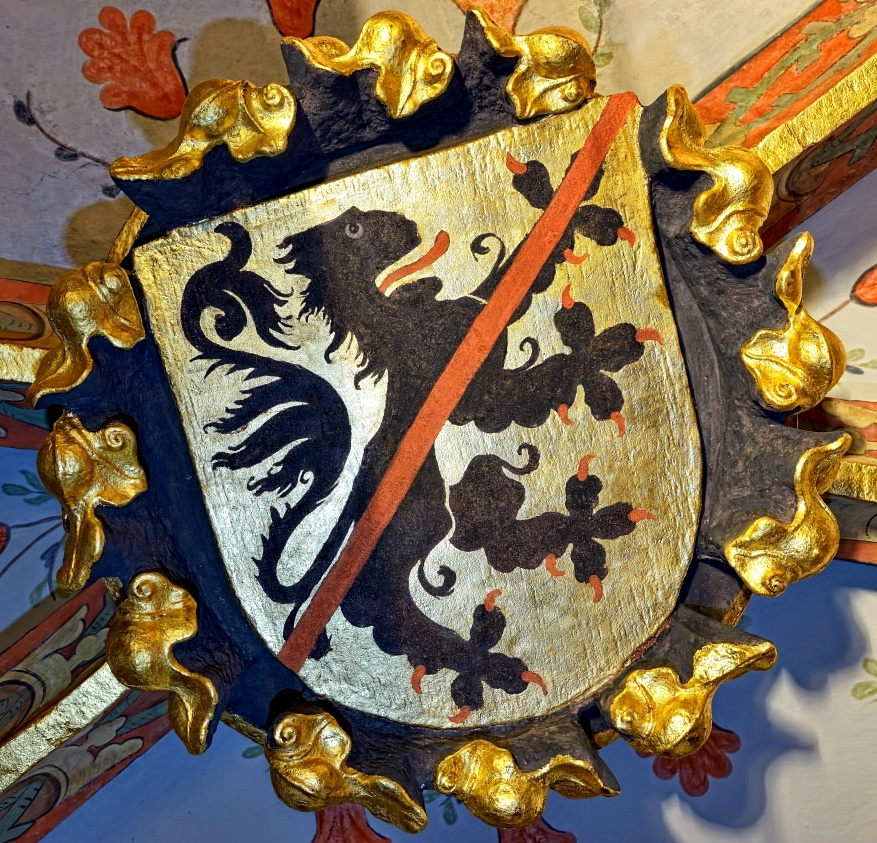
Герб графів Намюрських у колегіальній церкві Нойштадт-ан-дер-Вайнштрассе на похованні курфюрста Рупрехта I (Пфальц), зятя Іоганна I Намюрського

1265–1297: Гвідо I, граф Фландрії, зять попереднього, купує Намюр у 1263 р.
1297–1330: Іоганн I, син попереднього, граф Намюрський
1330–1335: Іоганн II, син попереднього, граф Намюрський
1335–1336: Гвідо II, брат попереднього, граф Намюрський
1336–1337: Філіп III, брат попереднього, граф Намюрський
1337–1391: Вільгельм I, брат попереднього, граф Намюрський
1391–1418: Вільгельм II, син попереднього, граф Намюрський
1418–1429: Іоганн III, його брат, граф Намюрський
Іоганн III 23 квітня 1421 року продав правонаступництво в Намюрі Філіпу Доброму, герцогу Бургундії і зі смертю Іоганна III в 1429 році Намюрське графство перейшло до складу Бургундської держави.
Після загибелі останнього герцога Бургундського Карла I Сміливого у 1477 році, Намюрське графство успадкували Габсбурги в складі Габсбурзьких Нідерландів.